# Écran holographique
 (février 2021).
Un écran holographique est une technologie d'affichage bidimensionnelle qui utilise des supports en verre enduit comme surface de projection d'un vidéoprojecteur . « Holographique » ne fait pas référence à un effet stéréoscopique (voir Affichage holographique ), mais au revêtement qui regroupe la lumière en utilisant des microlentilles moulées. La conception et les attributs de la lentille définissent la zone holographique. Les lentilles peuvent ressembler aux lentilles Fresnel utilisées dans les rétroprojecteurs . L'effet résultant est un affichage en espace libre, le support de l’image étant transparent. Les lentilles peuvent être utilisées pour manipuler le faisceau et donner l'impression que l'image flotte devant ou derrière le verre, plutôt que directement dessus. Cependant, cet affichage n'est que bidimensionnel et pas réellement tridimensionnel. On ne sait pas si une telle technologie sera en mesure de fournir des images tridimensionnelles acceptables à l'avenir.

## Fonctionnement
L'écran peut être pensé pour être devant ou derrière les projecteurs.  Le faisceau de chacun s'élargit à mesure qu'il s'approche de la surface, puis est concentré par la disposition des lentilles sur le verre. Cela forme un point d'origine virtuel, de manière que la source de l'image semble être un objet imaginaire quelque part près du verre. En rétroprojection (cas d'usage courant), la lumière passe à travers le verre; en projection frontale, il est réfléchi.

## Écrans holographiques interactifs

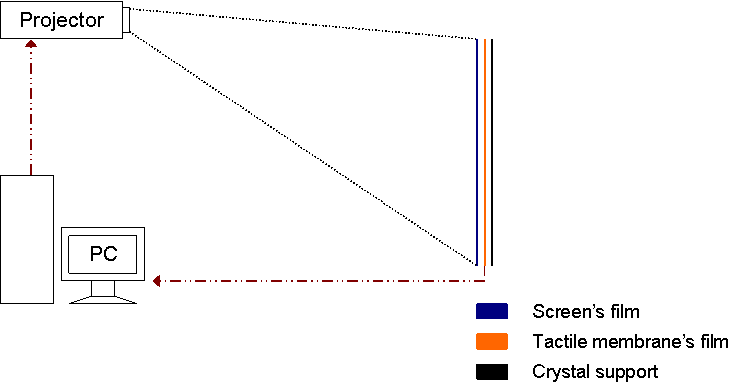
Schéma de fonctionnement basique des écrans holographiques interactifs

Les écrans holographiques interactifs ajoutent la prise en charge des gestes aux écrans. Ces systèmes contiennent trois composants de base :
- Un projecteur
- Un ordinateur
- Deux films

L'ordinateur envoie l'image au projecteur qui génère des faisceaux lumineux formant l'image sur 'écran. Lorsque l'utilisateur touche l'écran, une membrane tactile réagit, générant des impulsions électriques qui sont renvoyées à l'ordinateur. L'ordinateur interprète les impulsions reçues et modifie l'image projetée en fonction des informations.
Le projecteur génère l'image sur l'écran du support en cristal. Ces lentilles peuvent mesurer au maximum 16 mm. Le projecteur est généralement situé derrière l'écran et doit être placé à un certain angle au-dessus ou en dessous de la ligne de visée de l'utilisateur pour éviter d'éblouir. Il s’agit nécessairement d'un projecteur trapézoïdal, capable de compenser la déformation des images à cet angle de déplacement .

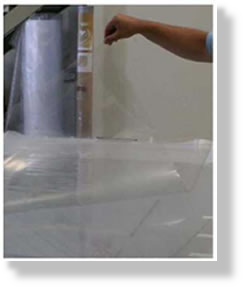
Couche mince

Les films sont de minces feuilles de plastique appliquées sur le cristal qui permettent à la fois la visualisation et l'interactivité. Il en existe deux types :
- Film écran : Ce film peut être opaque ou transparent, avec une opacité variant entre 90% et 98%, selon l'usage (intérieur, extérieur, éclairage naturel, éclairage artificiel, etc. ).
- Membrane tactile : ce film permet l'interactivité. La technologie projetée capacitive[1] capte les gestes de l'utilisateur et envoie des impulsions à l'ordinateur.

## Usages
Cette technologie a initialement été conçue à des fins publicitaires sur les vitrines. Un écran holographique interactif pouvant être installé afin que les passants puissent interagir avec lui. Les écrans holographiques non interactifs des vitrines peuvent être couplés à des logiciels de vision artificielle pour adapter les publicités en fonction du profil de l’utilisateur (âge, sexe, etc. ).
Ce type d'écran est souvent utilisé pour l'affichage de Vocaloids lors de concerts. Ils simulent l'illusion d'un artiste virtuel projeté holographiquement.